# Hedwig Bleibtreu
Hedwig Bleibtreu, född 23 december 1868 i Linz, Österrike-Ungern, död 24 januari 1958 i Wien, Österrike, var en österrikisk skådespelare. Hon verkade som teaterskådespelare i Österrike från 1880-talet, och medverkade senare i ett 40-tal tyskspråkiga filmer. Internationellt var hon främst känd för sin roll i filmen Den tredje mannen 1949.

## Filmografi, urval
- 1930 – Hjärtan som mötas
- 1935 – Blomsterflickan
- 1936 – Irene min dotter
- 1938 – 13 stolar
- 1940 – Min flicka bor i Wien
- 1940 – Muntra kyparna i Wien
- 1941 – Gäckande bruden
- 1943 – Kvinnor är inga änglar
- 1948 – Ängel med basun
- 1949 – Flickorna i Wien
- 1949 – Den tredje mannen